# Licet Multa
Licet Multa è l'ottava enciclica di papa Leone XIII, pubblicata il 3 agosto 1881.
Il Papa, scrivendo al primate del Belgio, l'arcivescovo di Malines, affronta la situazione della Chiesa in terra di Belgio, esorta ed applaude per l'opera di educazione dei giovani.